# Muhammad I. ar-Rashid
Muhammad I. ar-Rashid (arabisch أبو عبد الله محمد الرشيد باي, DMG Abū ʿAbd Allāh Muḥammad ar-Rašīd Bāy; * 1710; † 12. Februar 1759) war Bey von Tunis von 1756 bis 1759.
Er war der erste Bey, der Regeln aufstellte, um aus den 13 Stilrichtungen des andalusischen Musikers ein Konzert zu arrangieren (Nauba). Das 1935 gegründete Institut für arabische Musik in Tunis, el-Rashidiya wurde nach ihm benannt.
1756 wurde Ali I. al-Husain, Bey von Tunis, durch die Söhne seines Vorgängers gestürzt, als diese mit algerischer Hilfe Tunis eroberten. Neuer Bey von Tunis wurde Muhammad ar-Rashid, bis er 1759 starb. Sein Nachfolger wurde Ali II. al-Husain.
| Vorgänger        | Amt                     | Nachfolger        |
| ---------------- | ----------------------- | ----------------- |
| Ali I. al-Husain | Bey von Tunis 1756–1759 | Ali II. al-Husain |

| Personendaten    | Personendaten                              |
| ---------------- | ------------------------------------------ |
| NAME             | Muhammad I. ar-Rashid                      |
| ALTERNATIVNAMEN  | Muhammad el-Rashid Ben Hussayn Ben Ali Bey |
| KURZBESCHREIBUNG | Bey von Tunis und Musiker                  |
| GEBURTSDATUM     | 1710                                       |
| STERBEDATUM      | 12. Februar 1759                           |